# 第四世界
第四世界（だいよんせかい、英語: Fourth World）は、経済のグローバル化から取り残され、社会的に排除された空間。サハラ以南のアフリカ、ラテンアメリカ、アジアの農村の貧困地域のほか、アメリカ合衆国のインナーシティ・ゲットー、アジアの巨大都市の貧民街なども含む。